# Sveti Tomaž (gmina Sveti Tomaž)
Sveti Tomaž – wieś w Słowenii, siedziba gminy Sveti Tomaž. 1 stycznia 2018 liczyła 248 mieszkańców.